# How Hard
How Hard (rodno ime Howard R. Grene) je američki producent i DJ elektroničke glazbe.
Jedno od najpriznatijih imena u newyorškoj hardcore techno sceni, How Hard, poznat i kao "The Pied Piper of Hardcore" (Svirač hardcorea), oduvijek je bio navučen na ekstremne zvukove uključujući ranije simpatije prema metal i punk glazbi.
S glazbenim odgojem iz djetinjstva i godinama stručnog usavršavanja audio snimanja, on se dosljedno osjećao povezanim s glazbom i zvukom. Nakon mnogih usavršavanja sviranja gitare i bubnjeva u pojedinim sastavima u tinejdžerskoj dobi, njegovi interesi su se razvili u nešto novo. Hardcore je postao njegov poziv koji je zatim postao njegovim sastavnim dijelom života. How Hardov stil se proteže od epske, sintesajzerom dotjerane himne do eksperimenata s utjecajem industriala.
Jedan je od glavnih osnivača izdavačke kuće Hard Kryptic Records.